# Переяславский конноегерский полк (1783)
Переяславский конноегерский полк — кавалерийская воинская часть Русской императорской армии, сформированная в 1783 году и упразднённая в 1796 году.

## История
28 июня 1783 года приказано из казаков Малороссийских полков сформировать 6-эскадронные Переяславский конный полк Малороссийской конницы и Лубенский конный полк Малороссийской конницы.
9 февраля 1784 года оба полка переименованы в Переяславский карабинерный полк и Лубенский карабинерный полк. В каждом полку велено иметь штандарты: по одному белому и пять цветных.
В 1788 году в ходе русско-турецкой войны оба полка назначены в Украинскую армию.
6 июня 1789 года оба полка соединены в один 12-эскадронный полк, наименованный Переяславским конноегерским полком.
26 мая 1790 года приказано выделить два эскадрона (бывшие 6-е прежних карабинерных полков) на сформирование Киевского конноегерского полка; Переяславский конноегерский полк приведён в 10-эскадронный состав.
В ходе усмирения польского восстания 1794 года полк участвовал в боях 6 сентября у Крупчиц, 8 сентября — у Терасполя, 24 октября — при штурме Праги.
29 ноября 1796 года приказано полк расформировать, а чины распределить по полкам: Астраханскому драгунскому, лейб-Кирасирскому и Гусарскому генерала от кавалерии Дунина.